# Владимир Калоянов
Владимир Владимирович Калоянов е български писател и историк.
Роден е на 22 септември 1954 година в Лозоватка, Запорожка област, в семейство на таврийски българи. През 1981 година завършва Литературния институт „Максим Горки“ в Москва, след което защитава докторат в Института по история в София. Автор е на стихосбирки и преводи от украински език. През 2024 година издава монографията „Цената на българщината в Таврия (1917 – 1945)“.
През 2024 година получава орден „Св. св. Кирил и Методий“ I степен за „големи заслуги и значим принос в областта на образованието, науката и културата по отношение на българските общности в Украйна и Молдова“.